# Chatonrupt-Sommermont
Chatonrupt-Sommermont ist eine französische Gemeinde mit 266 Einwohnern (Stand 1. Januar 2022) im Département Haute-Marne in der Region Grand Est; sie gehört zum Arrondissement Saint-Dizier und zum Gemeindeverband Bassin de Joinville en Champagne. 

## Geografie
Chatonrupt-Sommermont liegt rund 26 Kilometer südöstlich der Stadt Saint-Dizier im Norden des Départements Haute-Marne. Chatonrupt liegt an der Mündung des Baches Le Ru in die Marne. Der Ort Sommermont dagegen liegt in einem Seitental westlich der Marne in einer Senke zwischen mehreren Hügeln. Der Bach Le Ru trennt den Ort. Weite Teile des Gemeindegebiets sind bewaldet. Die N 67 verläuft zwar über das Gemeindegebiet, doch hat die Gemeinde keine eigenen Ein- und Ausfahrten. Die Nächsten befinden sich in Vecqueville im Süden.

## Geschichte
Chatonrupt-Sommermont gehört historisch zur Bailliage de Chaumont innerhalb der Provinz Champagne. Der Ort gehörte von 1793 bis 1801 zum District Joinville. Zudem von 1793 bis 1801 zum Kanton Maiziéres und seit 1801 zum Kanton Joinville. Die Gemeinde war 1801 bis 1926 und 1940 bis 1943 dem Arrondissement Wassy und 1926 bis 1940 dem Arrondissement Chaumont zugeteilt. Seit 1943 gehört sie zum Arrondissement Saint-Dizier. Im Jahr 1972 vereinigten sich die Gemeinden Chatonrupt und Sommermont (1968:62 Einwohner) zur neuen Gemeinde Chatonrupt-Sommermont.  

## Bevölkerungsentwicklung
| Einwohner                  | 370 | 343 | 320 | 298 | 312 | 321 | 298 | 288 |
| Quellen: Cassini und INSEE |     |     |     |     |     |     |     |     |

## Sehenswürdigkeiten
- Dorfkirche Saint–Brice in Chatonrupt aus dem 19. Jahrhundert (mit Teilen aus dem 12. und 16. Jahrhundert)[1]
- Dorfkirche Saint–Maurice in Sommermont (teilweise aus dem 16., 17. und 19. Jahrhundert)[2]
- Denkmal für die Gefallenen in Chatonrupt[3]
- Denkmal für die Gefallenen in Sommermont[4]
- Wegkreuz an der Rue Grand Rue zwischen Sommermont und Chatonrupt

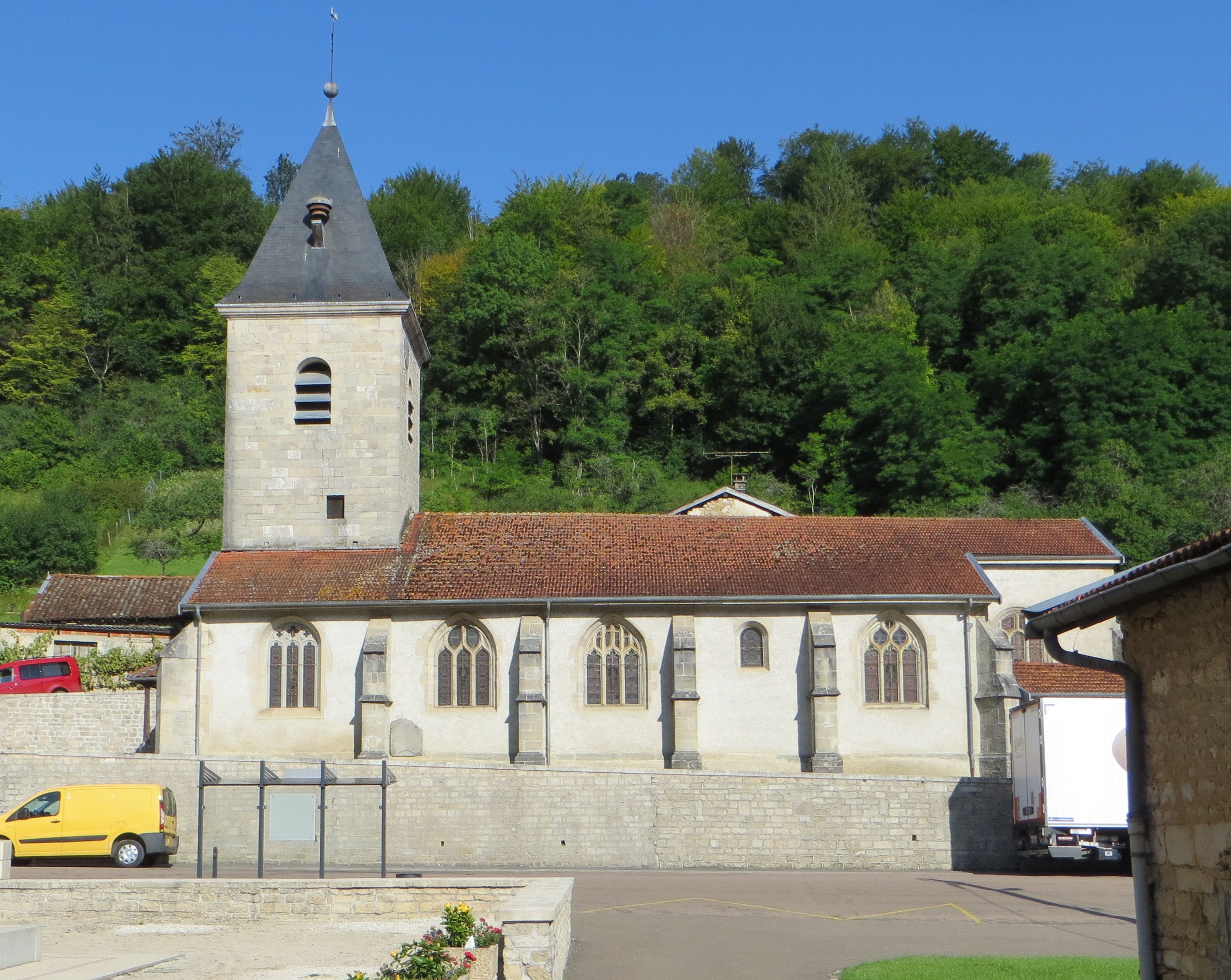
Kirche Saint-Brice
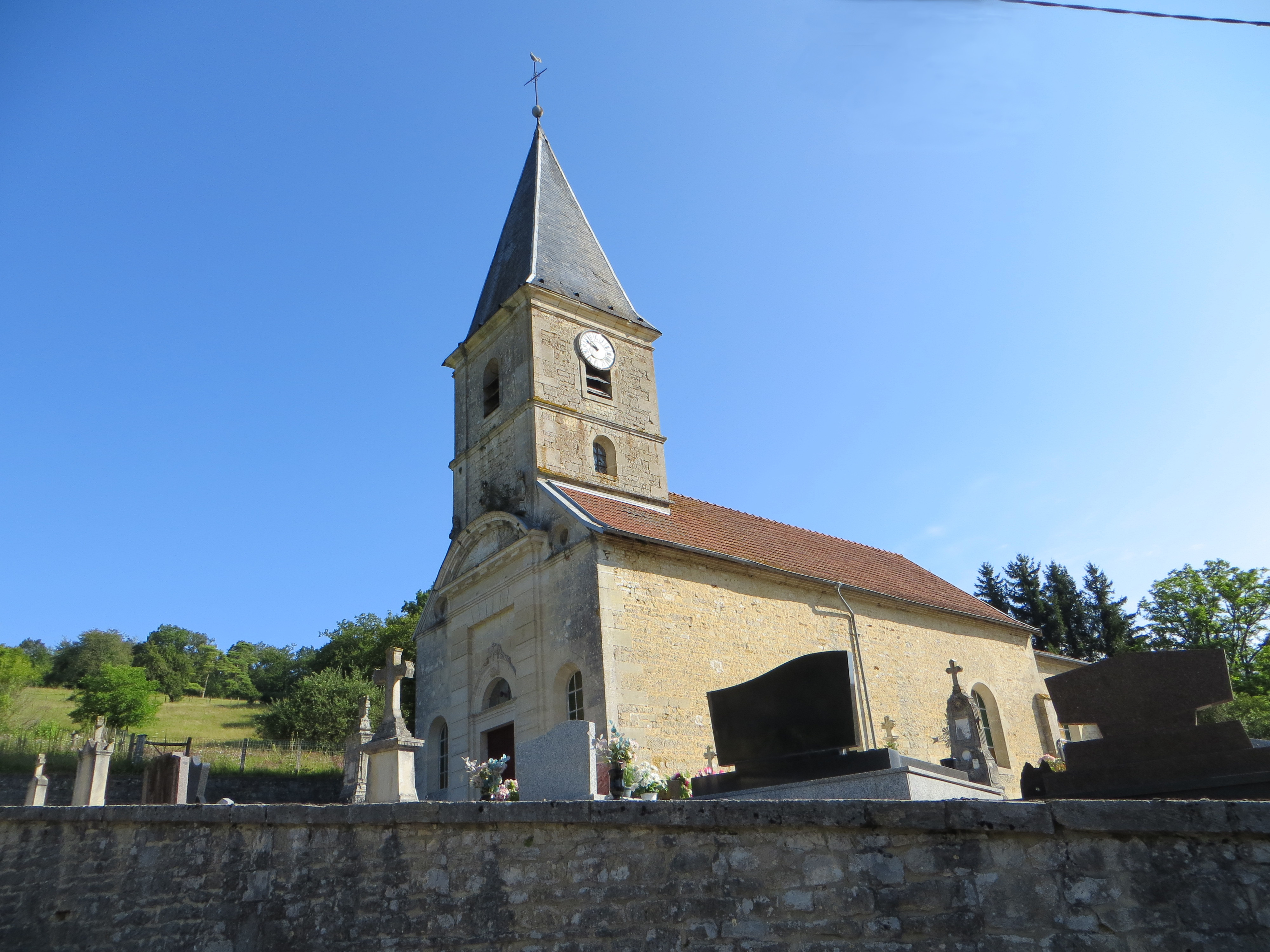
Kirche Saint-Maurice